# Tabanus wilsoni
Tabanus wilsoni är en tvåvingeart som beskrevs av Pechuman 1962. Tabanus wilsoni ingår i släktet Tabanus och familjen bromsar. Inga underarter finns listade i Catalogue of Life.